# Piccola casa della Divina Provvidenza
(Motto della Casa, derivante dalla frase che il Cottolengo stesso affisse sulla porta del primo "Deposito".)

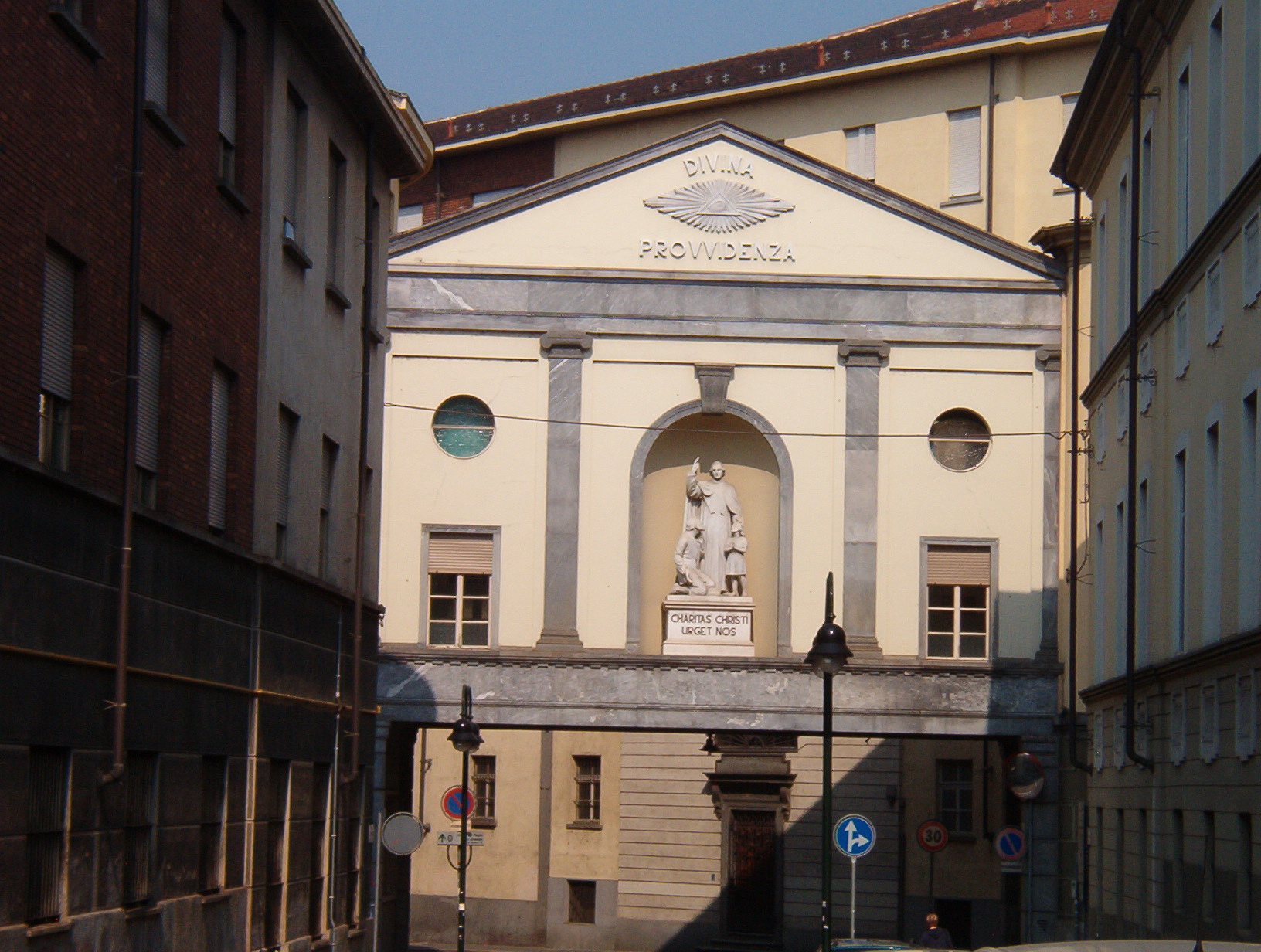
Facciata sospesa del Cottolengo

La Piccola casa della Divina Provvidenza, più semplicemente conosciuta come il Cottolengo dal nome del suo fondatore san Giuseppe Benedetto Cottolengo, è un istituto di carità con sede principale nel quartiere Aurora a Torino.
L'istituto si occupa di assistenza alle persone con disabilità fisiche e mentali, agli anziani, agli ammalati in genere, ai minori orfani o comunque senza famiglia, ai tossicodipendenti, ai poveri senza fissa dimora e agli extracomunitari. In Italia le case di assistenza sono 35, con circa 1.700 assistiti.
Nella casa madre di Torino gli assistiti sono 420. Accanto alle strutture per disabili opera l'ospedale, che dispone di 203 posti letto. Tra suore operative e anziane a riposo vivono inoltre nella casa madre oltre 600 religiose. Nell'istituto operano 1.200 volontari dell'Associazione volontariato cottolenghino, che accoglie, in totale, circa 2000 persone.
Nel resto d'Italia ci sono sedi anche in altri comuni.
Il Cottolengo è presente anche all'estero con una quindicina di succursali in India, Kenya, Ecuador, Stati Uniti (Florida), Svizzera.
Italo Calvino, ne "La giornata d'uno scrutatore", fa riflessioni sulla sofferenza e sull'umanità avendo sullo sfondo il Cottolengo,

## Storia

### Fondazione
La prima sede, che diede il via all'opera di carità, fu aperta il 17 gennaio 1828 a Torino, in via Palazzo di Città; si trovava nel palazzo della Volta Rossa, operava sotto il controllo della Congregazione del Corpus Domini, e fu chiamata il Deposito de' poveri infermi del Corpus Domini. Nel 1831 il Deposito fu chiuso d'autorità per la contingente epidemia di colera e il Cottolengo dovette riparare in Borgo Dora. Qui il 27 aprile 1832 aprì la Piccola casa della divina provvidenza sotto gli auspici di San Vincenzo de' Paoli e la direzione di Lorenzo Granetti (1801-1871).
L'istituto accoglieva epilettici, dementi e sordomuti. Nessuno veniva rifiutato. Ben presto si formò anche un gruppo di giovani donne che si presero cura degli ospiti della casa e coadiuvarono don Cottolengo nella sua attività caritativa. In seguito si consacreranno alla vita religiosa, fondando più congregazioni femminili. Nel 1838 fu fondata una scuola per infermiere professionali.
Il numero dei ricoverati iniziò presto ad aumentare, e con esso le spese della struttura. La Casa attraversò fasi di gravissimo indebitamento, ma il canonico fondatore e i suoi successori non si arresero mai. Fu deciso di assicurare un fondo patrimoniale che potesse garantire un futuro alle iniziative ed alla possibilità di proseguire nell'opera di assistenza. Usando donazioni, lasciti ed inattese prebende, il consolidamento fu perseguito attraverso l'acquisto di terreni ed edifici. Alla morte del suo fondatore, nel 1842, l'istituto contava già 1.300 ricoverati.
Col passare del tempo, la Casa divenne una piccola città. I ricoverati superavano il migliaio, e si vissero momenti difficili: i locali non bastavano, così come le provviste alimentari. Ma Torino si dimostrò generosa e sensibile anche in queste circostanze.
La Casa venne divisa in Famiglie: gruppi omogenei, con proprie peculiarità, indipendenti l'uno dagli altri.
 
Così risultavano: la famiglia dei Luigini (protettore san Luigi Gonzaga), che ospitava bambini dalla scuola materna alla seconda elementare; quella dei Giuseppini (più noti come Fratini, protettore san Giuseppe), per la frequenza dalla terza alla quinta elementare; i Tommasini (protettore san Tommaso d'Aquino), ragazzi indirizzati alla vocazione sacerdotale che qui frequentavano la scuola fino al liceo parificato; famiglia Invalidi (senza tanti giri di parole) che ospitava persone con deficit fisici rilevanti, che peraltro non impedivano di operare in ambito lavorativo (in particolare in sartoria e legatoria); famiglia dei Sordomuti, con i deficit espressi nella denominazione; famiglia Epilettici, stessa situazione nominale; famiglia Buoni Figli, che indicava specificamente persone con tare psichiche controllabili senza interventi sanitari particolari.

Quella dei Buoni Figli era quella prediletta dal Cottolengo, poiché quelle persone erano quelle che più necessitavano di assistenza. Quella predilezione fu da lui trasmessa ai successori, e ancora oggi è considerata trave portante della carità cottolenghina.
Alle Famiglie maschili corrispondevano quelle femminili, con le stesse caratteristiche.
Ogni Famiglia è affidata alla direzione di un sacerdote, detto Prefetto, per quelle maschili; quelle femminili sono affidate alla guida di una suora, la Madre Superiora. Entrambe le cariche consentono la gestione specifica dei reparti loro affidati, nell'ambito della gestione generale, curata dal Padre generale assistito dal Capitolo, composto dai delegati dei Sacerdoti, delle Suore e dei Fratelli.

Nel perimetro che circoscrive questi gruppi sono presenti infermerie per lungo degenti, ciascuna con il proprio Santo protettore, il cui nome indirizza e facilita l'eventuale ricerca per visite ai ricoverati, evitando le fredde indicazioni numeriche.

Anche in questo caso la zona femminile si ripete con le stesse caratteristiche assistenziali.

### Dal XX secolo ad oggi
Nel 1936 fu aperta una Scuola-convitto professionale per infermiere religiose. Durante la seconda guerra mondiale i bombardamenti causarono la distruzione di quattro reparti e la morte di circa 100 persone.
Oggi la struttura è estesa su 100.000 m2 e conta circa 14.000 ricoverati. Dal 1975 nella Scuola-convitto per infermiere opera anche personale laico.

## Critiche
Nonostante l'opera di assistenza svolta, nella sua particolarità, sia considerata da alcuni altamente lodevole, da altri il Cottolengo è stato fatto oggetto di dure critiche.
Viene spesso criticata l'eccessiva ricchezza dell'istituto, il cui valore dei beni immobiliari supera i 100.000.000 di euro ed è cresciuto, in media, dalla sua fondazione a oggi, di oltre 50.000 Euro al mese. Da parte dei numerosi sostenitori dell'Istituto si ribatte però che i 100.000.000 di euro di patrimonio equivarrebbero ad un patrimonio di circa 7.100 euro per ricoverato. Considerando una rendita annua media del 5%, ciò porterebbe ad una rendita di 355 euro annui per ricoverato, molto meno di quello che lo stato spende nelle sue strutture. E si evidenzia che l'Istituto è impegnato a sostenere l'attività di altri centri in paesi in via di sviluppo, dove collabora, anche con sostegno finanziario, con altre benefiche associazioni.
Molti ex ricoverati criticano il modo stesso in cui l'istituto presta assistenza ai bisognosi, sostenendo che per aiutare veramente le persone con disabilità sarebbe molto più utile cercare di farle integrare nella società, anziché rinchiuderle in una sorta di città parallela, totalmente separata dal resto del mondo. Si risponde che proprio a questo mira l'Istituto, ma si piega alle necessità per non abbandonare i bisognosi al loro destino.
Storicamente, l'Istituto divenne ben presto nella sintesi popolare il ricovero dei cosiddetti "mostri", di coloro cioè cui la sorte o la malattia avevano oltraggiato con deformità il corpo o i lineamenti, coloro che la società respingeva perché imbarazzanti o esteticamente sgradevoli. Da molti si conferma però l'onestà intellettuale di quegli operatori i quali, racchiudendo più che rinchiudendo, intendono proteggere gli infelici ospiti dalla cattiveria della superficialità esterna, volendo evitare che il contatto possa tradursi in nuove, ulteriori sofferenze per gli interessati. Del resto, è voce popolare che lo "star nascosti" sia per qualche ragione nel destino della Casa: per motivi sanitari prima (col colera e col tifo i malati dovevano restare costretti), per motivi politici poi (per la contemporaneità del matrimonio di Vittorio Emanuele II i funerali del fondatore dovettero tenersi nottetempo e senza partecipazione), infine per motivi sociali (la società rifuggiva - ed ancor oggi non accetta completamente - i diversi).